# Viksjön, Södermanland
Viksjön är en sjö i Katrineholms kommun i Södermanland och ingår i Nyköpingsåns huvudavrinningsområde. Sjön är 12,1 meter djup, har en yta på 0,801 kvadratkilometer och befinner sig 19,2 meter över havet. Viksjön ligger i Brebol Natura 2000-område. Sjön avvattnas av vattendraget Värnaån.

## Delavrinningsområde
Viksjön ingår i det delavrinningsområde (653825-153702) som SMHI kallar för Inloppet i Långhalsen. Medelhöjden är 35 meter över havet och ytan är 7,17 kvadratkilometer. Räknas de 3 avrinningsområdena uppströms in blir den ackumulerade arean 72,21 kvadratkilometer. Värnaån som avvattnar avrinningsområdet har biflödesordning 4, vilket innebär att vattnet flödar genom totalt 4 vattendrag innan det når havet efter 52 kilometer. Avrinningsområdet består mestadels av skog (36 procent), öppen mark (17 procent) och jordbruk (34 procent). Avrinningsområdet har 0,83 kvadratkilometer vattenytor vilket ger det en sjöprocent på 11,6 procent.